# مارسيل نجوين
مارسيل نجوين (بالألمانية: Marcel Nguyen)‏ هو لاعب جمباز فني ألماني، ولد في 8 سبتمبر 1987 في ميونخ في ألمانيا.

## وصلات خارجية
- الموقع الرسمي
- مارسيل نجوين على موقع الاتحاد الدولي للجمباز (licence) (الإنجليزية)
- مارسيل نجوين على موقع الاتحاد الدولي للجمباز (biography) (الإنجليزية)
- مارسيل نجوين على موقع اللجنة الأولمبية الدولية (الإنجليزية)
- مارسيل نجوين على موقع أوليمبيديا (الإنجليزية)
- مارسيل نجوين على موقع اللجنة الأولمبية الألمانية (الألمانية)